# Beat Schwerzmann
Beat Schwerzmann (28 de abril de 1966) es un deportista suizo que compitió en remo. Su esposa, Ingeburg Althoff, compitió en el mismo deporte.
Participó en dos Juegos Olímpicos de Verano, obteniendo una medalla de plata en Seúl 1988, en la prueba de doble scull, y el cuarto lugar en Atlanta 1996, en el cuatro scull. Ganó una medalla de plata en el Campeonato Mundial de Remo de 1990, en el cuatro scull.
Fue el abanderado de Suiza en la ceremonia de apertura de los Juegos de Seúl 1988.

## Palmarés internacional
| Juegos Olímpicos   | Juegos Olímpicos     | Juegos Olímpicos | Juegos Olímpicos |
| Año                | Lugar                | Medalla          | Prueba           |
| ------------------ | -------------------- | ---------------- | ---------------- |
| 1988               | Seúl (Corea del Sur) | Medalla de plata | Doble scull      |
| Campeonato Mundial |                      |                  |                  |
| Año                | Lugar                | Medalla          | Prueba           |
| 1990               | Tasmania (Australia) | Medalla de plata | Cuatro scull     |